# Gradacyjna analiza odpowiedniości
Gradacyjna analiza odpowiedniości (lub korespondencji, GCA, z ang. Grade Correspondence Analysis) – metoda statystyczna pozwalająca na znajdowanie ukrytych zależności w tablicy dwudzielczej. Należy do metod gradacyjnej analizy danych. 
W najprostszym przypadku wiersze tablicy są traktowane jako etykiety jednej zmiennej nominalnej (zwanej zmienną wierszową), a kolumny jako etykiety drugiej zmiennej (kolumnowej). Wartości komórek tablicy tworzą (po normalizacji do 1) łączny rozkład prawdopodobieństwa tych dwóch zmiennych. Celem GCA jest ustalenie porządku możliwych wartości każdej z tych zmiennych w taki sposób, aby wybrany wskaźnik zależności pomiędzy zmienną wierszową i kolumnową był maksymalny. Wskaźnikiem tym może być współczynnik korelacji rang Spearmana lub tau Kendalla. Metoda ta stanowi odpowiednik klasycznej analizy odpowiedniości w której maksymalizowany jest współczynnik korelacji Pearsona.
Gradacyjna analiza odpowiedniości może być też stosowana do danych w których każda kolumna odpowiada innej zmiennej, a wiersze stanowią obserwacje.